# Listen to the Music
Listen to the Music è un brano musicale scritto da Tom Johnston e pubblicato come singolo discografico dal gruppo musicale statunitense The Doobie Brothers nel 1972. Il brano è stato estratto dal secondo album in studio del gruppo Toulouse Street.

## Tracce
- 7"

1. Listen to the Music
2. Toulouse Street

## Formazione
- Tom Johnston – chitarra, voce, cori
- Patrick Simmons – chitarra, banjo, voce, cori
- Tiran Porter – basso, cori
- John "Little John" Hartman – batteria, tamburello
- Michael Hossack – batteria, steel pan
- Ted Templeman – percussioni

## Cover
- Una cover del brano è stata incisa dal duo Sonny & Cher nel loro album del 1973 Mama Was a Rock and Roll Singer, Papa Used to Write All Her Songs.
- Il brano è stato interpretato dal gruppo The Isley Brothers nel loro album del 1973 3 + 3.